# Aqüeducte de Peña Cortada
L'aqüeducte de Peña Cortada (també conegut com de la Serrada o de la Serranía) és una conducció per a transportar aigua, situat a la comarca valenciana dels Serrans, entre els municipis de Toixa, Xelva, Calles i Domenyo. És una de les obres d'enginyeria millor conservades del País Valencià.

## Descripció
Es tracta d'un aqüeducte d'origen romà traçat amb diferents sistemes de conducció d'aigües que, des del seu origen en el riu Toixa, salva grans esculls topogràfics. La longitud de les restes conservades és de 28,6 quilòmetres i l'alçada dels pilars arriba als 37 metres, i la seua entitat és comparable als aqüeductes romans més rellevants de la Hispània romana: com el de Segòvia, les Ferreres de Tarragona i dels Miracles de Mèrida.

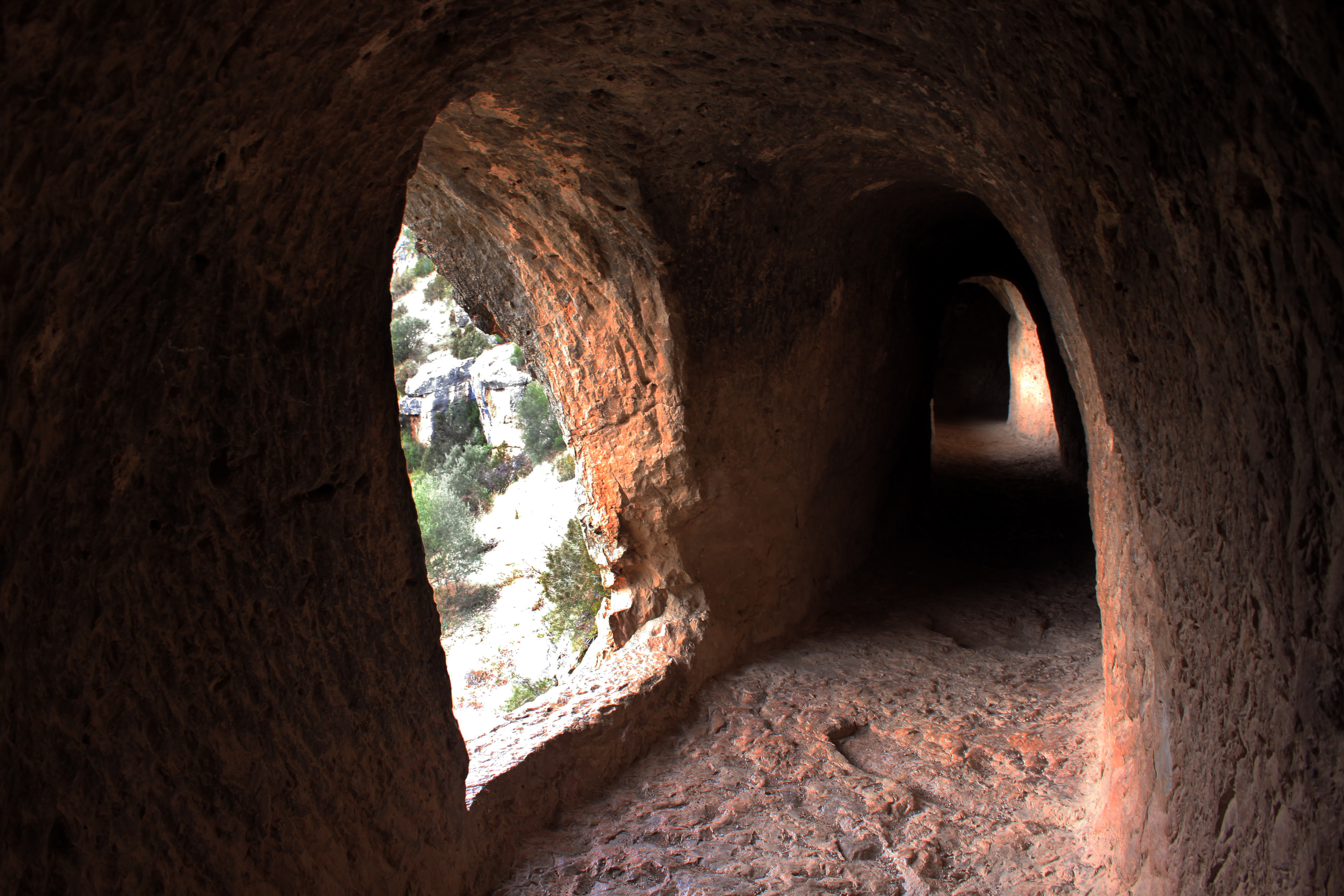
Viaducte excavat a la roca de l'aqüeducte de Peña Cortada

Dos sistemes de coducció conviuen en Peña Cortada, el d'aqüeducte pont i el d'aqüeducte viaducte. En el primer, s'empren tècniques constructives com la del pont i de l'arc honorífic o triomfal, fets amb la tècnica de l'opus quadratum. Una tècnica utilitzada per a salvar la rambla d'Alcotas i el barranc de la Cova del Gat amb la monumentalitat requerida com a mostra de força de l'imperi. En el segon tipus d'aqüeducte de circulació lliure per canal (canalis structilis), es desplega aquí, en el seu tram excavat en roca, el domini tècnic romà quant a sistemes de conducció d'aigües.
Es creu que l'aqüeducte de Peña Cortada es va construir per abastir d'aigua a tot el pla de Llíria.

### Parts constructives
1. L'assut de Toixa és el punt de captació d'aigua procedent del riu Toixa. Un simple dic, (saeptum), perpendicular al corrent, permet desviar directament cap al canal (specus). El primer tram del canal està tallat en la roca.
2. Pont del barranc del Convent, a Xelva, és d'un sol arc.
3. Pont de la rambla d'Alcotas, a Calles, també d'un arc, que se sosté sobre dos pilars, així com d'un tercer amb l'arrencada d'un tercer arc. Existeixen documents del segle xvii (Escolano i Marés) que donen fe de l'existència de sis arcs, encara que Cavanilles (1795), un segle més tard, ja constata l'existència d'un únic arc.
4. Pont del barranc de la Cova del Gat, a Calles, és de tres arcs. Es tracta del pont més espectacular i millor conservat. La seua longitud total és de 36 metres i una alçària màxima pròxima als 18 m. L'accés als visitants és des de Xelva.

Una vegada depassat aquest pont, el specus gira bruscament en direcció est per seguir a través d'un impressionant tallat denominat Peña Cortada o La Serrada (d'aquí el nom del monument). Es tracta d'un congost construït pels romans pràcticament vertical de 25 metres d'alçada i 50 metres de longitud. La roca extreta degué aprofitar-se en la construcció d'aquest pont aqüeducte.
1. Pont de la Torre de Castro, a Calles, és des d'on la conducció alterna 5 trams a l'aire lliure amb altres 4 en galeria, vorejant els costats oriental i septentrional de la Torre de Castro, mentre que a la banda occidental es localitzen les restes d'un pont aqüeducte construït per salvar el barranc de Mas de Solaz.
2. Pont del barranc de la Cabra, a Calles, d'un sol arc.
3. Pont del barranc del Zurdo, a Calles, únicament es conserven les restes de la base d'un dels pilastrons.
4. Pont del barranc del Tio Roque, a Calles, d'un sol arc i restes de la base.
5. Pont dels barrancs de l'Arenal i de l'Olivera del Arquillo, a Calles, quasi desaparegut.
6. Canalitzacions en el terme municipal de Domenyo.